# Harold Reina
Harold Fernando Reina Figueroa (Yumbo, 18 luglio 1990) è un calciatore colombiano, attaccante del Llaneros.

## Carriera
Ha giocato nella prima divisione dei campionati colombiano, boliviano e cipriota.